# Городецкое (Черкасская область)
Городе́цкое (укр. Городецьке) — село в Уманском районе Черкасской области Украины.
Занимает площадь 55,38 км². Почтовый индекс — 20325. Телефонный код — 4744.

## Население
Население по переписи 2001 года составляло 1354 человека.

### Языковой состав
Родной язык населения по данным переписи 2001 года:
| Язык       | Численность, чел. | Доля     |
| ---------- | ----------------- | -------- |
| Украинский | 1 319             | 97,42 %  |
| Русский    | 32                | 2,36 %   |
| Другое     | 3                 | 0,22 %   |
| Итого      | 1 354             | 100,00 % |

## Местный совет
20325, Черкасская обл., Уманский р-н, с. Городецкое, ул. Ленина, 2

## Галерея
- Центральная улица
- Одна из улиц
- Сельсовет
- Школа
- Церковь Покрова Пресвятой Богородицы
- Торговый центр
- Обелиск славы